# Ana Yilian Cleger
Ana Yilian Cleger Abel (27 de novembro de 1989) é uma jogadora de vôlei cubana. Ela fez parte da Seleção Nacional Feminina de Voleibol de Cuba. Ela participou do Campeonato Mundial Feminino de Voleibol da FIVB de 2010 no Japão. Cleger deixou a seleção cubana pouco antes do Grand Prix Mundial de Voleibol da FIVB 2013.

## Premiações Individuais
- Copa Yeltsin de Voleibol de 2013: "Melhor Saque"
- Liga dos Campeões da Europa de Voleibol Feminino de 2017/2018: "Melhor Oposta"